# Boston Society of Film Critics Award für den besten Schnitt
Die Gewinner des Boston Society of Film Critics Award für den besten Schnitt.
- 2008: Chris Dickens für Slumdog Millionaire
- 2009: Bob Murawski und Chris Innis für Tödliches Kommando – The Hurt Locker
- 2010: Andrew Weisblum für Black Swan
- 2011: Christian Marclay für die Kunstinstallation The Clock
- 2012: William Goldenberg und Dylan Tichenor für Zero Dark Thirty
- 2013: Daniel P. Hanley und Mike Hill für Rush – Alles für den Sieg
- 2014: Sandra Adair für Boyhood
- 2015: Margaret Sixel für Mad Max: Fury Road